# Айнхоа Гоньї
Айнхоа Гоньї (ісп. Ainhoa Goñi; нар. 7 серпня 1979) — колишня іспанська тенісистка.
Найвищу одиночну позицію світового рейтингу — 140 місце досягла 5 листопада 2001, парну — 222 місце — 4 грудня 2000 року.
Здобула 6 одиночних та 1 парний титул туру ITF.
Завершила кар'єру 2005 року.

## Фінали ITF
| турніри $50,000 |
| турніри $25,000 |
| турніри $10,000 |

### Одиночний розряд: 7 (6–1)
| Результат | Дата            | Турнір                     | Рівень | Покриття | Суперниця           | Рахунок            |
| --------- | --------------- | -------------------------- | ------ | -------- | ------------------- | ------------------ |
| Перемога  | 3 серпня 1998   | ITF Періге, Франція        | 10,000 | Ґрунт    | Стефані Форец       | 6–0, 6–4           |
| Перемога  | 21 вересня 1998 | ITF Лечче, Італія          | 10,000 | Ґрунт    | Еві Ласт            | 4–6, 6–3, 7–5      |
| Поразка   | 29 січня 2001   | ITF Майорка, Іспанія       | 10,000 | Ґрунт    | Вероніка Раймрова   | 1–6, 6–2, 2–6      |
| Перемога  | 9 липня 2001    | ITF Дармштадт, Німеччина   | 25,000 | Ґрунт    | Скарлетт Вернер     | 6–7(1–7), 6–4, 6–1 |
| Перемога  | 10 вересня 2001 | ITF Реджо-Калабрія, Італія | 25,000 | Ґрунт    | Ванеса Краут        | 6–2, 6–1           |
| Перемога  | 17 вересня 2001 | ITF Лечче, Італія          | 25,000 | Ґрунт    | Любомира Курхайцова | 6–4, 6–0           |
| Перемога  | 23 червня 2002  | ITF Горіція, Італія        | 25,000 | Ґрунт    | Кароліна Шпрем      | 7–6(7–4), 6–1      |

### Парний розряд: 2 (1–1)
| Результат | Дата           | Турнір                   | Рівень | Покриття   | Партнерка              | Суперниці                      | Рахунок                 |
| --------- | -------------- | ------------------------ | ------ | ---------- | ---------------------- | ------------------------------ | ----------------------- |
| Поразка   | 20 жовтня 1997 | ITF Сеута, Іспанія       | 10,000 | Тверде     | Яйса Гоньї             | Патрісія Азнар Алісія Ортуньйо | w/o                     |
| Перемога  | 23 жовтня 2000 | ITF Сен-Рафаель, Франція | 25,000 | Тверде (i) | Нурія Льягостера Вівес | Кільдін Шевальє Сусанне Трік   | 4–1, 5–4(7–5), 3–1 ret. |